# Steatomys cuppedius
Steatomys cuppedius là một loài động vật có vú trong họ Nesomyidae, bộ Gặm nhấm. Loài này được Thomas & Hinton mô tả năm 1920.